# 白卜庭
希夫·白卜庭（Sheev Palpatine），又譯帕爾普廷或帕爾帕廷，西斯名爲達斯·西迪厄斯（Darth Sidious），是《星際大戰》中的人物，本來是共和國那卜星參議員。慫恿愛米達拉女王要求最高議長菲尼斯·维洛伦下台，由他角逐並獲選最高議長（舊共和國最後一任最高議長）。在任期間與貿易聯盟交惡，并幕後策動了複製人戰爭。其真實身分是被絕地議會認為滅絕千年的西斯勢力尊主。旗下弟子有達斯·魔、杜庫伯爵（达斯·泰拉纳斯）以及黑武士。他最終統領西斯實現重返統治銀河系的願景與榮耀，推翻銀河共和國建立銀河帝國，並成為第一任帝國皇帝。恩多戰役期間，他企圖引誘盧克·天行者加入黑暗面失敗後用原力闪电折磨他，达斯·维达为拯救儿子的生命，将其丟入死星二號反應爐毀滅肉體。

## 生平简介
BBY82年生於星球那卜星的貴族帕爾帕廷家，後來因鄙視家人拋棄自己的名字，早年的帕爾帕廷在收集黑暗原力製品時發現了西斯的存在。BBY65年，他遇見了赫貢·丹馬斯克（Hego Damask），一個穆恩（Muuns）商人，真實身份是西斯尊主達斯·普雷格斯。在普雷格斯的操縱下，帕爾帕廷殺死了自己的父親，然後投身原力黑暗面的學習，成爲達斯·西迪厄斯。很長一段時間内，帕爾帕廷過著雙重生活：一邊是默默地在銀河參議院中擔任那卜大使，另一邊則是師從普雷格斯學習黑暗原力，并挑選了一名贊布拉克人進行訓練，作爲西斯刺客達斯·摩爾。
普雷格斯和西迪厄斯的原力技藝均極爲强大，足以向絕地武士隱藏身份數十年。普雷格斯致力於尋找永生的途徑，與此同時，西迪厄斯則操縱銀河系政治，最終以貿易聯盟封鎖那卜星達到頂點。在政治危機的風波中，銀河參議院選舉他成爲最高議長。與此同時，爲了遵循達斯·貝恩定下的二人規則，帕爾帕廷殺死了普雷格斯取而代之成爲西斯大帝。
作爲舊共和國最高議長以及西斯黑暗君王，帕爾帕廷在那卜危機十年后一手導演了複製人戰爭的爆發。其本人作爲銀河共和國的首腦的同時，也暗中領導了獨立星系聯盟。而分裂派公開的領導則是杜庫伯爵，一位前絕地武士，其在達斯·魔于那卜星一戰被認爲死亡之後成爲了西迪厄斯的第二任徒弟，西斯名爲達斯·泰拉勒斯。戰爭中，億萬生靈塗炭，共和國的眾數公民決定支持他們的帕爾帕廷議長，并集結到一起，以安全爲名修改銀河系憲法，將參議院的大部分權力轉移到了議長辦公室。BBY19年，杜庫伯爵死後不久，帕爾帕廷向絕地武士安納金·天行者表明了自己的西斯身份，并表示，自己師傅普雷格斯所研習的黑暗原力有能力幫助安納金拯救他的妻子。在絕地议会針對西迪厄斯的逮捕行動失敗后，安納金投身西斯，成爲了西迪厄斯的第三任徒弟，封號爲達斯·維達。絕地武士團的所有成員均被指控叛國，并遭到了他們手下複製人士兵的背叛，幾乎絕滅。沒有了絕地武士的反對，帕爾帕廷順利稱帝，成爲了銀河第一帝國的皇帝，終結了屹立25,000年的銀河共和國。
作爲皇帝，帕爾帕廷迅速在全銀河確立了他的絕對統治。在位期間，他建造了銀河可知的最强大的一支軍隊，并在沒有多少有效反抗的情況下統治了十餘年。而洛塔星的艾斯納·包力格的星際廣播演說使一些星球開始對帝國的反抗，而蒙·茉絲瑪參議員也在議會上公開反對帕爾帕廷，之後由蒙·茉絲瑪為首的參議員並建立共和國復國同盟。而帕爾帕廷也很快抛棄了他之前的光鮮亮麗的領導者形象的僞裝，而通過以死星——一種擁有摧毀一整個行星的破壞力的超級武器——爲標志的恐怖手段進行統治。因斯卡里夫戰役的開始和結束，而使著銀河内戰爆發，帝國皇帝帕爾帕廷對抗這些反叛軍。當帝國軍在雅汶戰役中遭受慘敗，死星被反叛軍摧毀之後，皇帝開始逐漸失去對全銀河的絕對控制力。
ABY4年，帕爾帕廷孤注一擲，意圖一舉消滅反叛軍聯盟，以絕后患，便故意讓叛軍間諜刺探到死星二號的存在以及其在恩多行星的秘密位置。意料之中，反抗軍中了計，組織了艦隊意圖消滅皇帝，黑武士以及未完成的死星。隨著反叛軍聯盟落入圈套，帕爾帕廷將盧克·天行者，黑武士之子——相比其父親更加年輕、原力也更爲强大——帶到了自己面前，意圖將其轉換到原力黑暗面，并取代黑武士作爲自己的弟子。在成功引誘盧克陷入對反抗軍聯盟潰敗與自己朋友死亡的失落與憤怒之後，帕爾帕廷欣喜地觀賞著這父與子的爭鬥。然而，盧克饒了他父親一命，並拒絕投身原力黑暗面。惱羞成怒的帕爾帕廷向盧克傾瀉他的憤怒與仇恨。不願眼見兒子被原力閃電擊倒而痛苦不堪，黑武士最終救贖了自己，覺醒並回到了原力的光明面，再度變回了安納金·天行者，並將他那驚訝的師傅帕爾帕廷往通向爐心的深淵丟去，毁灭了帕爾帕廷的肉身。這一犧牲最終實現了天選之子的預言，并帶來了西斯的覆滅。
然而，帕爾帕廷由於高度了解黑暗原力甚至有让人起死回生的特性，尽管全银河系都认为帕尔帕廷已在ABY4年驾崩，但实际上在被黑武士丢去爐心的过程中，他早已把自己的意识以本體傳送（Essence Transfer）技術轉移到远在未知領域艾克西格星內的西斯信徒提前準備好的複製體身上，但複製體本身十分不穩定和脆弱，使其在恩多戰役後幾十年的歲月一直隱蔽在該星球上蓄勢待發，全銀河系的人都不知道複製體的存在，皇帝就利用這一大段時間和其信徒們在未知區域暗中組建了「最終秩序」（Final Order）殲星艦艦隊，同時暗中創立第一秩序以充當皇帝復出前的打手，並創造史諾克去影響班·索羅和少部分新生代的絕地武士們等使他們墮落，但在第一秩序接二連三的失敗下，皇帝在ABY35年時向全銀河系廣播自己尚在人世以親自出馬，並刻意利用黑暗原力吸引現任第一秩序最高領導人的凱羅·忍到達該行星並表露身份以達成協議，承诺凱羅·忍将成为新银河帝国的皇帝，同時展示了他那「最終秩序」艦隊，但前提是必須找到並殺掉他的孫女芮，以讓絕地徹底絕跡好讓西斯重新回歸，但也暗示凱羅要利用他的孫女的「不尋常」達成目標。
在艾克西格，帕尔帕廷试图引诱芮杀掉自己，令其加冕为西斯女皇。被芮拒绝后，与芮和前来支援的班·索羅发生战斗。帕尔帕廷輕鬆击倒了二人，並展露了誘使他們二人過來的真實目的: 如果芮拒絕取代自己以重建整個西斯勢力的話，两人身上生命原力也能夠徹底恢復皇帝實力以重建西斯和帝國。在吸取兩人的二元性原力以恢復自己後，徹底恢復的皇帝單憑一己之力的原力闪电瘫痪整个抵抗组织舰队。班·索羅挣扎起来，试图分散帕尔帕廷的注意，被帕尔帕廷击飞。随后芮也从昏迷中恢复过来，在受到了过往所有绝地的鼓舞后，使用两把光剑向帕尔帕廷攻击。帕尔帕廷像当年对战绝地大师魅使·雲度那样，使用原力闪电缠住了芮的光剑。但面临芮的步步逼近，帕尔帕廷最终被反弹的原力闪电击中，在一阵痛苦的哀嚎中灰飞烟灭。

## 傳說時間線（非正史）
從出生到遭投入爐心的過程皆與正史相同。
銀河內戰接下來的階段中，帝國的剩余勢力迅速潰退，而反叛軍聯盟則重組成爲新共和國。然而，帕爾帕廷並未死透。他事先於比斯（Byss）星系的深核（Deep Core）世界中保存了許多自己的複製體。此時他使用了罕見的稱為本體傳送（Essence Transfer）的原力技術將自己的靈魂轉移至其中一個複製體上。在ABY10年，帕爾帕廷於銀河系中東山再起試圖重新建立他的帝國，並擊敗了前來阻止他的盧克·天行者。後者認為要徹底摧毀帕爾帕廷，必須從黑暗面內部出擊，於是選擇服從黑暗面並成為了帕爾帕廷第四任徒弟。在後續一系列事件中，盧克·天行者在莉亞公主等人的幫助下返回光明原力，破壞了帕爾帕廷的大量複製體，於後續的對決中擊敗並殺死了帕爾帕廷，於是帕爾帕廷迎來他的第二次肉身死亡。
帕爾帕廷的最後一只複製體的基因由於背叛的帝國親衛卡諾·賈科斯（Carnor Jax）的破壞而加速腐化，使得再次重生的他變得非常脆弱。他決定奪取莉亞公主的新生子安納金·蘇洛的基因來使自己再生，中途被盧克·天行者，絕地武士恩帕托澤約斯·布蘭德（Empatojayos Brand）等人阻攔，並最終被趕來的韓蘇洛再次殺死肉身，但帕爾帕廷的靈魂繼續沖向年幼的安納金·蘇洛。在戰鬥中重傷的恩帕托澤約斯·布蘭德擋住了帕爾帕廷的靈魂，並將其與自己逐漸消逝的生命原力捆綁在一起拖入了原力深層。在那裏，帕爾帕廷的靈魂彌散於瘋狂而恐怖的黑暗之中。
那一刻，帕爾帕廷終於迎來了他永久的死亡。

## 人物關係

### 師父
- 達斯·普雷格斯（西斯，已故）

### 徒弟
- 達斯·魔（西斯，已断绝）
- 达斯·泰拉勒斯（西斯，已故）
- 達斯·維達（西斯，被其手刃，已断绝）
- 帝國判官們（同時服從達斯·西帝及達斯·維達）

### 子女
- 達森（長子，芮的父親，被西斯信徒所殺）

### 孫女
- 芮（绝地，被其手刃）

### 其他
- 史諾克 (前第一軍團最高領導人兼黑暗原力使用者，實為白卜庭傀儡，已故)
- 凱羅·忍 (被白卜庭與史諾克吸引至原力黑暗面的前絕地學徒，已斷絕)

## 外部連結
- （英文）白卜庭在星球大戰資料庫
- （英文）達斯·西帝在星球大戰資料庫
- （英文） Wookieepedia上的相关条目：白卜庭